# نظام تحكم بالتدفئة والتهوية وتكييف الهواء

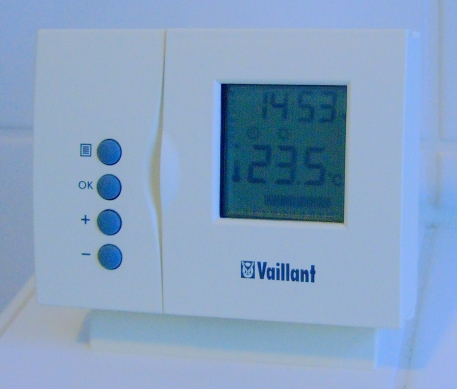

تحتاج معدات التدفئة والتهوية وتكييف الهواء (تسمى اختصارًا معدات إيتش فّاك) نظام تحكم لتنظيم عمل نظام التدفئة و/أو تكييف الهواء. يستخدم عادةً جهاز حساس لمقارنة الحالة الفعلية (درجة الحرارة مثلًا) بالحالة المطلوبة. ثم يصل نظام التحكم إلى استنتاج عما يجب فعله (مثلًا تشغيل نافخ الهواء).

## التحكم الرقمي المباشر
المتحكمات المركزية ومعظم متحكمات الوحدات الطرفية قابلة للبرمجة، ما يعني أن برنامج التحكم الرقمي المباشر يمكن أن يكون مخصصًا للاستخدام المقصود. تشمل مزايا البرنامج الجداول الزمنية، ونقاط الضبط، والمتحكمات، والمنطق، والمؤقتات، والسجلات الزمنية، والمنبهات. تمتلك متحكمات الوحدة عادةً مداخل تماثلية ورقمية للسماح بقياس المتغيرات (درجة الحرارة، الرطوبة، الضغط) ومخارج تماثلية ورقمية للتحكم بوسيط النقل (الماء البارد/الساخن و/أو البخار). تكون المدخلات الرقمية عادةً نقاط تماس (جافةً) من جهاز تحكم، وتكون المدخلات التماثلية عادةً قياسًا لكمون كهربائي أو لتيار كهربائي من جهاز حساس لمتغير ما (درجة الحرارة، أو الرطوبة، أو السرعة، أو الضغط)، المخارج الرقمية تكون عادةً تماسات حاكمة كهربائية تستخدم لتشغيل وإطفاء الأجهزة، والمخارج التماثلية عادةً إشارات كمون أو تيار للتحكم بأجهزة التحكم بحركة الوسط (الهواء/الماء/البخار) كالصمامات والخوانق (المثبطات) والمحركات.
تشكل مجموعات التحكم الرقمي المباشر بحد ذاتها، سواءً كانت موصولةً على شبكة أم لا، طبقةً من النظام. هذا «النظام الفرعي» ضروري لأداء نظام التدفئة والتهوية وتكييف الهواء ككل ولعمله الأساسي. نظام التحكم الرقمي المباشر (دي دي سي) هو «دماغ» نظام التدفئة والتهوية وتكييف الهواء. هو يعطي الأوامر لتحديد وضع كل صمام وخانق في النظام. يحدد كذلك أي المراوح، أو المضخات، أو المبردات تعمل وبأي سرعة أو بأي استطاعة. مع هذا الذكاء المبرمج في هذا «الدماغ» نتحرك خطوةً باتجاه مفهوم أتمتة الأبنية.

## نظام أتمتة المباني
يمكن وصل أنظمة تدفئة وتهوية وتكييف هواء أعقد مع نظام أتمتة المباني (بي إيه إس) للسماح لمالكي المبنى بفرض مزيد من التحكم على وحدات التسخين أو التبريد. يمكن لصاحب المبنى مراقبة النظام والاستجابة للمنبهات التي يولدها النظام من نفس المكان أو من على بعد. يمكن جدولة النظام حسب وقت وجود السكان في المبنى، أو يمكن تغيير الوضع من نظام أتمتة المباني. يتحكم نظام أتمتة المباني أحيانًا بشكل مباشر بعناصر التدفئة والتهوية وتكييف الهواء. يمكن استخدام عدة واجهات حسب نظام أتمتة المباني المستخدم.
حاليًّا، هناك أيضًا بوابات مخصصة تصل أنظمة وسيط التبريد ذو التدفق المتغير (فّي آر إف) أو أنظمة وسيط التبريد ذو الحجم المتغير (فّي آر فّي) وأنظمة التدفئة والتهوية وتكييف الهواء المنفصلة مع متحكمات الأتمتة المنزلية ومتحكمات أنظمة إدارة المباني (بي إم إس) للتحكم المركزي والمراقبة المركزية، ما يلغي الحاجة إلى شراء أنظمة تدفئة وتهوية وتكييف هواء أعقد وأغلى ثمنًا. إضافةً إلى ذلك، يمكن لحلول البوابات هذه توفير عمليات تحكم عن بعد لكل وحدات التدفئة والتهوية وتكييف الهواء الداخلية عبر الإنترنت باستخدام واجهة مستخدم بسيطة وعملية.

## الكلفة والفعالية
لا يمتلك العديد من الناس نظام تدفئة وتهوية وتكييف هواء في منازلهم بسبب ارتفاع سعرها. ولكن وفقًا لهذه المقالة وفر المال عبر الكفاءة الطاقية، فإن أنظمة التدفئة والتهوية وتكييف الهواء ليست مكلفةً كما يتصورها البعض. تخبرنا هذه المقالة وفر المال عبر الكفاءة الطاقية أن الأمر الرئيسي الذي يجب البحث عنه عند شراء نظام تدفئة وتهوية وتكييف هواء هو الحرص على أن يعمل بكفاءة طاقية. من الأشياء التي ينبغي دومًا الانتباه لها عند الذهاب إلى السوق لشراء نظام تدفئة وتهوية وتكييف هواء ملصقة معلومات الطاقة الموضوعة على الآلة. رغم أن العديد قد يختارون عدم تصديق هذه الملصقة وأنها موجودة فقط للمساعدة في زيادة المبيعات، فإن التاريخ يثبت أن العديد من أنظمة التدفئة والتهوية وتكييف الهواء الجديدة التي تمتلك ملصقات صفراء لمعلومات الطاقة تساعد في إنقاذ العملاء من مئات إلى آلاف الدولارات حسب مدى استخدامهم لأنظمة التدفئة والتهوية وتكييف الهواء الخاصة بهم. في العديد من الأنظمة الحديثة تعرض الملصقة الصفراء لمعلومات الطاقة الكلفة المتوسطة لتشغيل الآلة. ما أن يجد العميل النظام المثالي المناسب له للتدفئة والتهوية وتكييف الهواء فعليه تشغيله بشكل شهري إذا كان يستخدمه فقط في أوقات معينة من السنة. من الموصى به تشغيل نظام التدفئة والتهوية وتكييف الهواء الذي لا يُستخدم كل شهر وإبقاؤه لمدة عشر دقائق إلى خمس عشرة دقيقة. من جهة أخرى، إذا كان العميل يستخدم نظام التدفئة والتهوية وتكييف الهواء كثيرًا، فمن المهم جدًّا صيانته. تتضمن صيانة أنظمة التدفئة والتهوية وتكييف الهواء تغيير مصافي الهواء، وفحص المناطق التي يحدث فيها سحب الهواء، والتحقق من وجود تسريبات. إجراء هذه الخطوات الثلاث أمر ضروري جدًّا وهو السر لإبقاء نظام التدفئة والتهوية وتكييف الهواء يعمل لوقت طويل. على العميل فعل هذه الخطوات الثلاث كل شهرين أو حين يشك بوجود مشكلة في نظام التدفئة والتهوية وتكييف الهواء. من المؤشرات التي قد تؤدي إلى مشكلة محتملة هي عدم توفير النظام لهواء بارد بما يكفي. يمكن أن يكون هذا نتيجة تسرب في سوائل التبريد. من المؤشرات الأخرى التي قد تعني أن نظام التدفئة والتهوية وتكييف الهواء لا يعمل بشكل مثالي وجود رائحة سيئة للهواء الخارج من النظام. يعني ذلك عادةً وجوب استبدال مصافي الهواء. تغيير مصافي الهواء في نظام التدفئة والتهوية وتكييف الهواء أمر ضروري جدًّا لأنها معرضة للكثير من الغبار حسب مكان وجود النظام ويمكن أن يتراكم الغبار من مجرد البقاء دون عمل في المنزل.